# Kohong
Kohong (chiń. 公行; pinyin Gōngháng) – zrzeszenie chińskich gildii kupieckich w czasach dynastii Qing, posiadające monopol na handel z cudzoziemcami. Utworzone zostało w 1720 roku i mieściło się w Kantonie, zrzeszając 13 tamtejszych stowarzyszeń kupieckich.
Gildia podlegała mianowanemu przez cesarza inspektorowi ceł morskich, noszącemu tytuł hoppo (戶部, hùbù), do zadań którego należało opodatkowywanie przywożonych i wywożonych przez cudzoziemców towarów.
Kohong został rozwiązany pod naciskiem obcych mocarstw na mocy traktatu nankińskiego z 1842 roku, kończącego I wojnę opiumową.